# Desperta Ferro!
|  | Vegeu altres significats a Despertaferro |

El crit Desperta Ferro!, que en català medieval era Desperta Ferres!, fou un dels crits de guerra emprat pels almogàvers. Aquest crit de guerra el proferien abans d'entrar en batalla, per infondre temor entre els enemics i invocar la presència del ferro en la batalla que s'anava a produir. D'altres crits de guerra dels almogàvers foren: Aragó, Aragó!,Via Sus! Via Sus!, Sant Jordi! Sant Jordi!. Tot i així, Desperta Ferro! ha esdevingut el crit més famós dels almogàvers perquè fou l'únic que els era propi i característic. El crit era bramat mentre els almogàvers picaven els rellons de les seves llances i dards contra les pedres del terra, provocant l'esclat de milers d'espurnes.
En l'actualitat, aquest crit encara és empleat com a lema de la Brigada d'Infanteria Lleugera Paracaigudista "Almogàvers" VI de l'Exèrcit de Terra espanyol.

## Primer testimoni històric: la Batalla de Gagliano
Aquest crit de guerra ha passat a la història militar gràcies a Ramon Muntaner, que el recollí en la seva Crònica. El primer testimoni històric data de l'any 1300, durant la Guerra de Sicília, quan les tropes almogàvers del rei Frederic II de Sicília, liderades per en Guillem Galceran de Cartellà i don Blasco d'Alagón el Vell, van derrotar les tropes franceses de Gualter V de Brienne en la batalla de Gagliano. De fet, Guillem Galceran de Cartellà, considerat el primer gran capità dels almogàvers, ha passat a la història amb el sobrenom de Comte Despertaferro

## Batalla de Gagliano (1300)

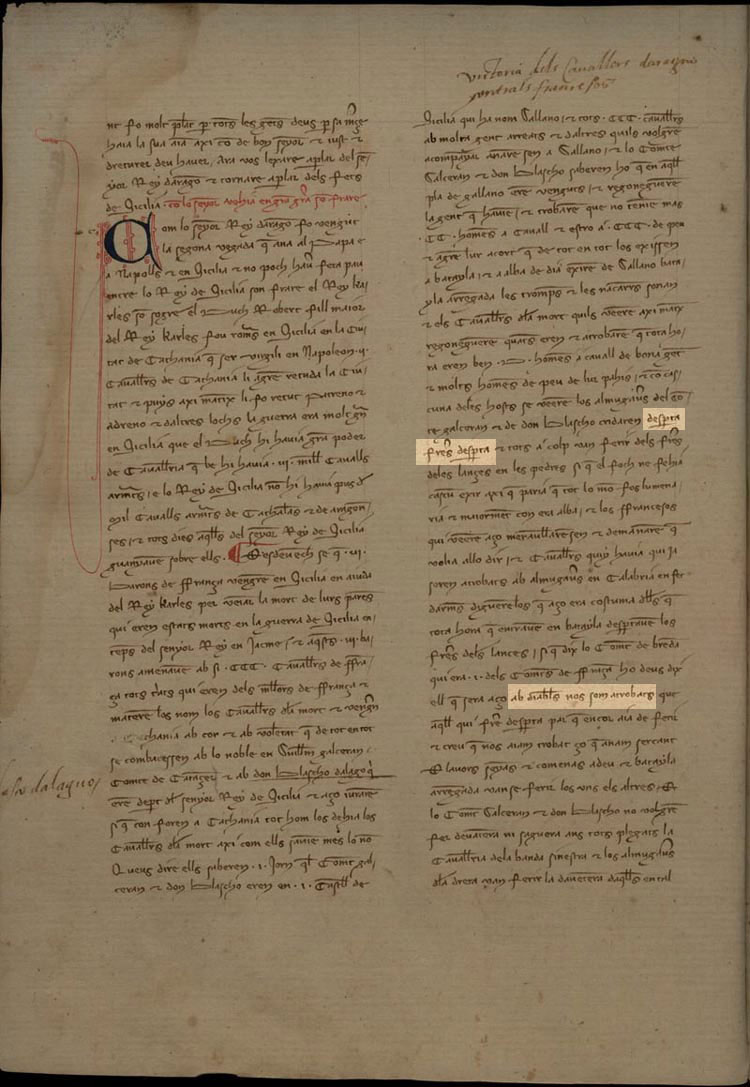
Desperta Ferres! Desperta!
Batalla de Gagliano (1300)
Crònica de Ramon Muntaner
(Còdex del 1342)

A l'alba, enmig d'una tènue foscor, les tropes franceses formades pels cavallers de la mort, començaren a avançar lentament vers la posició defensada pels almogàvers, situada prop del castell de Gagliano. En veure l'aproximanció dels francesos i que la batalla era imminent, les tropes almogàvers començaren a cridar a viva veu Desperta Ferres!! Desperta!!, Desperta Ferres!! Desperta!!, mentre amb el relló (part superior metàl·lica) de les llances i els dards, picaven amb totes les seves forces contra les pedres, produint d'aquesta manera centenars d'espurnes i una gran lluminària. La visió d'unes tropes enbogides que enmig dels clarobscurs de l'albada feien esclatar centernars d'espurnes contra el terra mentre proferien crits de guerra provocà el terror entre els francesos, i un dels seus comandants, el comte de Breda, afirmà: ab diables nos som atrobats!
| «                                 | E a lalba del dia exiren de Gaylano batalla arrengada, les trompes e les nacres sonant. E los cauallers de la mort axi mateix quils vaeren, reconegren quants eren, e trobaren, que tota hora eren be cinchcents homens a cauall de bona gent, e molts homens de peu de llur pays. E com cascuna de les hosts se vaeren, los almugauers del compte Galceran e de don Blasco cridaren: desperta ferres desperta e tots a colp van ferir dels ferres de les llances e dels darts per les peres, si que foch ne feya cascu exir, axi que paria, que tot lo mon fos luminaria, e majorment com era alba. E los Francesos qui vaeren aço marauellarensen, e digueren, que volia dir allo. E cauallers que hi hauia que ya seren trobats ab los almugauers en Calabria en feyt darmes, digueren los, que aço era costuma dels almugauers, que tota hora que entrauen en batalla despertauen los ferres. Si que dix lo compte de Brenda, qui era hu daquells comptes de França: a Deus dix ell que sera aço ab diables nos som atrobats que aquells qui ferre desperten par quen cor han de ferir, e creu, que nos hauem trobat ço que anauem cercant. E llauors senyas e comanas a Deus, e batalla arrengada van venir los uns als altres. | » |
| — Ramon Muntaner, Crònica cap.191 | |   |

La batalla de Gagliano va finalitzar amb la massacre de les tropes franceses, de les quals tan sols quedaren en vida cinc cavallers que els havien servit de guia. Cap dels cavallers de la mort francesos no va sobreviure a l'enfrontament contra aragonesos i catalans.

## Batalla de Tràpena (1300)

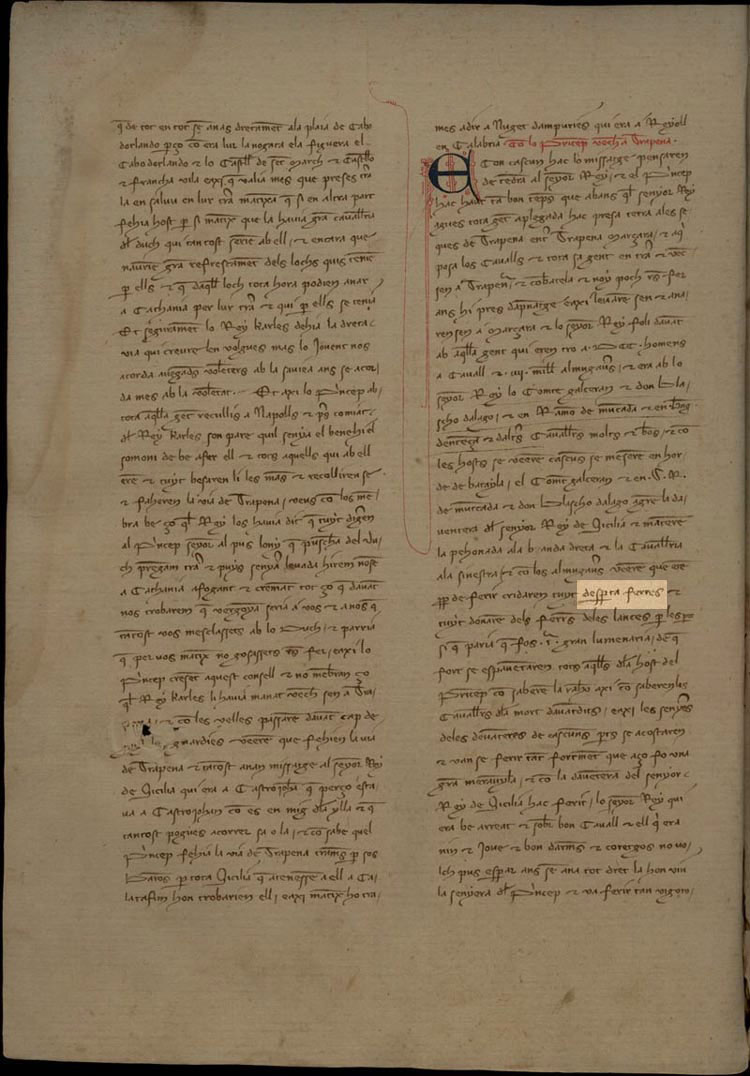
Desperta Ferres!
Crònica de Ramon Muntaner
(Còdex del 1342)

| «                                 | E lo senyor rey fo li dauant ab aquella gent que hauia, qui eren tota hora set-cents caualls armats e tres milia almugauers: e era ab lo senyor rey lo compte Galceran e don Blasco e don G. Ramon de Muncada e en Berenguer Dentença, e daltres cauallers molts e bons. E com les hosts se vaeren, cascuns se meteren en ordre de batalla: e el compte Galceran e en G. Ramon de Muncada e don Blasco hagren la dauantera del senyor rey de Sicilia; e meteren la paonada a la banda dreta e la caualleria a la banda sinistra. E com los almugauers vaeren, que eren prop de ferir, cridaren tuyt: desperta ferres e tuyt donaren dels ferres de les llances per terra, si que paria, que fos una gran lluminaria, de que fort sespauentaren tots aquells de la host del príncep, com saberen la raho, axi com faeren los cauallers de la mort. Ab tant les dauanteres de cascuns sacostaren, e van se ferir tant fermament, que ço fo una gran marauella. E com la dauantera del senyor rey de Sicilia hach ferit, lo senyor rey qui era molt be arreat sobre un bon cauall, ell fadri e joue e bo darmes e coratjos, nos volch pus esperar, ans se'n va tot dret lla hon la senyera del princep era, e va ferir tant vigorosament, que ell son cors dona tal de la llança al bandarer del príncep, que en terral mes ell e la senyera en un munt. | » |
| — Ramon Muntaner, Crònica cap.192 | |   |

## Batalla de Cibistra (1304)
La Guerra de Sicília finalitzà l'any 1302 amb la Pau de Caltabellotta. Gràcies a aquest tractat Frederic II de Sicília aconseguí ser reconegut com a rei de l'illa de Sicília, però una de les claùsules de tractat li exigia la desmobilització total del seu exèrcit. De resultes d'això els mercenaris almogàvers es quedaren sense feina. Un altre mercenari al servei del rei Frederic II de Sicília, l'almirall Rutger von Blum (catalanitzat per Roger de Flor), decidí crear una nova companyia de mercenaris amb els almogàvers aragonesos i catalans, i oferí els seus serveis a uns dels seus aliats durant la guerra, els romans d'Orient; era el naixement de la Companyia Catalana d'Orient. Durant aquells anys l'Imperi Romà d'Orient havia destinat grans recursos a la Guerra de Sicília, però a Anatòlia es veien incapaços d'aturar l'ofensiva dels turcs. Davant d'aquesta situació, l'emperador romà d'Orient, Andrònic II Paleòleg, es decidí a contractar els serveis d'aquella nova unitat de mercenaris organitzada per Roger de Flor i formada pels almogàvers veterans de la Guerra de Sicília. La Companyia salpà del Regne de Sicília el mes d'agost del 1303 i desembarcà a Constantinoble el setembre del 1303.
La primera acció militar de la Companyia contra els turcs tingué lloc pocs dies després de la seva arribada, quan en la batalla del riu Cízic derrotaren i exterminaren sistemàticament les tropes turques de l'Emirat de Karesi. Donada la proximitat de l'hivern però, la Companyia decidíeix hivernar al Cap de l'Artaqui. La campanya militar del 1304 es caracteritzà per les batalles llampec, aconseguint derrotar successivament les tropes dels beilicats d'Anatòlia en la batalla de Germe, Batalla d'Àulax, Batalla de Tira i Batalla d'Ània. Davant les successives victòries militars de la Companyia, els turcs optaren per fer un replegament general i retirar-se cap a l'interior de la península d'Anatòlia. Tot i així, a primers d'agost, la Companyia eixí de la ciutat costanera d'Ània, on es trobava acantonada, i seguint l'antiga via romana, s'endinsà cap a l'interior d'Anatòlia a la recerca dels turcs.

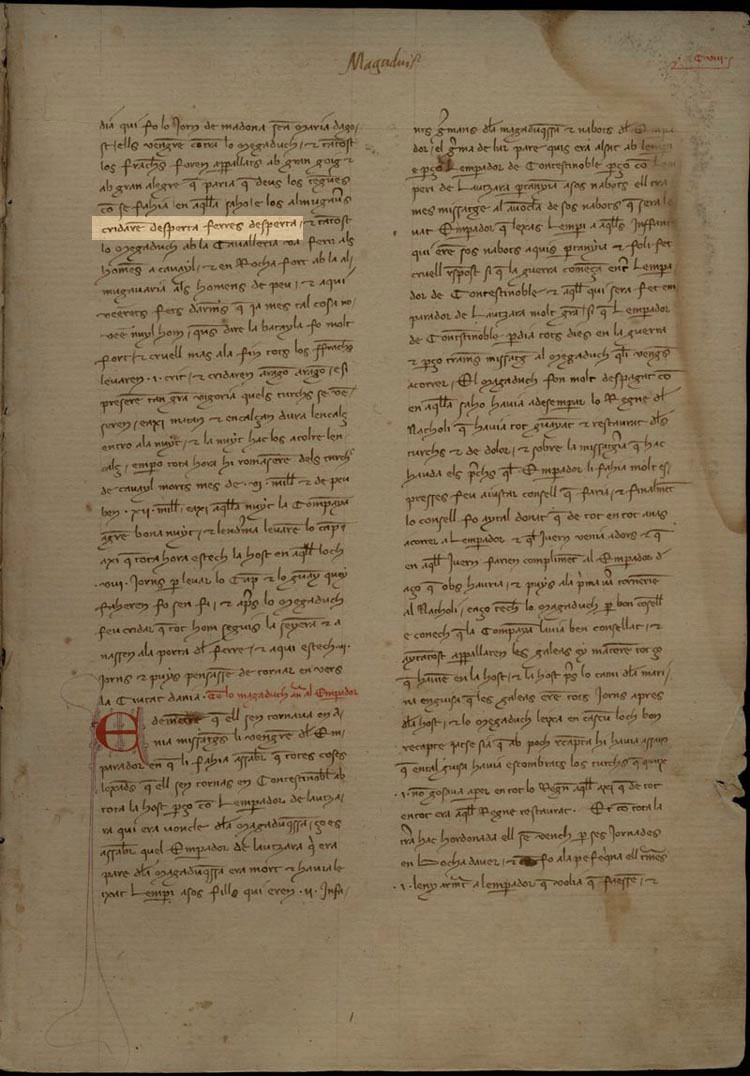
«Desperta Ferres! Desperta!»
Batalla de Cibistra (1304)
Crònica de Ramon Muntaner
(Còdex del 1342)

| «                                 | Si que com fo a la porta del Ferre, los Turchs daquella gabella Dania, qui eren estats desconfits a la horta Dania, e tots los altres Turchs qui eren romasos de les altres gabelles, foren tots aplegats en una muntanya, e foren tota hora be X milia homens de cauall e be XX milia de peu. E batalla arrengada a alba del dia, que fo lo jorn de madona sancta Maria Dagost, ells vengren contra lo magaduch, e tantost los Franchs foren aparellats ab gran goig e ab gran alegre, que paria que Deus los tengues, com se feya en aquella saho; e los almugauers cridauen: desperta ferres desperta E tantost lo magaduch ab la caualleria van ferir els homens a cauall, e en Rochafort e lalmugaueria els homens a peu. E aqui vaerets feyts darmes que james tal cosa no vae nul hom. Queus dire? La batalla fo molt fort cruel; mas a la fi tots los Franchs lleuaren un crit e cridaren: arago arago E llauors prengueren tant gran victoria, quels Turchs se venceren: e axi matant e encalsant dura lencals entro a la nuyt; e la nuyt hach los a tolre lencals. Empero tota hora hi romangueren dels Turchs de cauall morts mes de sis milia, e daquells dapeu mes de XII milia. E axi aquella nuyt la companya hagren bona nuyt, quels Turchs perderen totes les viandes e els bestiars. E lendema lleuaren lo camp los Franchs, axi que tota hora estech la host en aquell lloch VIII jorns per lleuar lo camp, e lo guany fo sens fi que hi faeren. | » |
| — Ramon Muntaner, Crònica cap.207 | |   |